# Coulterophytum macrophyllum
Coulterophytum macrophyllum är en flockblommig växtart som beskrevs av John Merle Coulter och Joseph Nelson Rose. Coulterophytum macrophyllum ingår i släktet Coulterophytum och familjen flockblommiga växter. Inga underarter finns listade i Catalogue of Life.